# Фредерикстад
Фредерикстад (норв. Fredrikstad) је значајан град у Норвешкој. Град је у оквиру покрајине Источне Норвешке и највећи град, али не и управно седиште округа Естфолд (то је суседни и нешто мањи Сарпсборг). На основу тога Фредерикстад и највећи град у држави без положаја управног седишта округа.
Према подацима о броју становника из 2009. године у Фредерикстаду живи око 65 хиљада становника, док у повезаном градском подручју Фредерикстада и Сарпсборга живи преко 100 хиљада становника.

## Географија
Град Фредерикстад се налази у крајње југоисточном делу Норвешке. Од главног града Осла град је удаљен 90 km јужно од града.
Рељеф: Фредерикстад се налази на јужној обали Скандинавског полуострва. Град се развио на дну омањег залива, у невеликој долини уз море. Изнад града се издижу брда. Сходно томе, надморска висина града иде од 0 до 40 м надморске висине.
Клима: Клима у Фредерикстаду је умерено континентална са утицајем Атлантика и Голфске струје. Њу одликују благе зиме и хладнија лета.
Воде: Фредерикстад се развио као морска лука на у дну омањег залива, дела Скагерака, који је, опет, део Северног мора. Залив није отворен ка мору, већ се ту налази више малих полуострва и острва. Језгро града се образовало на ушћу најдуже норвешке реке Гломе у залив. Река дели град на два дела.

## Историја
Први трагови насељавања на месту данашњег Фредерикстада јављају се у доба праисторије. Данашње насеље основано је у средњем веку, али није имало већи значај током следећих векова.
Током Северног седмогодишњег рата суседни град Сарпсборг је био спаљен до темеља, па је норвешко-дански краљ Фредерик II Дански краљевском повељом основао нови град 15 km јужно од спаљеног града. Град је понео назив по владару.
Првобитни град је изграђен по тада владајућем моделу града у зидинама, као велика тврђава. Данас је то најстарији део града, са изванредном очуваношћу.
Током петогодишње окупације Норвешке (1940—45) од стране Трећег рајха Фредерикстад и његово становништво нису значајније страдали.

## Становништво
| Година       |
| Становништво |
| ------------ |

Данас Фредерикстад има око 60 хиљада у градским границама. Повезано градско подручје Фредерикстада и Сарпсборга насељава преко 100 хиљада становника. Последњих година број становника у граду се повећава по годишњој стопи од 0,5%.

## Привреда
Привреда Фредерикстада се традиционално заснива на индустрији. Последњих година значај трговине, пословања и услуга је све већи.

## Партнерски градови
- Котка
- Олборг
- Џуџоу
- Húsavík
- Karlskoga Municipality
- Општина Олборг

## Галерија
- Делови старог утврђења
- Градска саборна црква
- Мост преко реке Гломе
- Стара градска кућа Фредерикстада